# Mariano Baptista
Mariano Baptista Caserta (Calchani, 16 de julho de 1832 — Cochabamba, 19 de março de 1907) foi um político boliviano e presidente de seu país entre 11 de agosto de 1892 e 19 de agosto de 1896 e 6º vice-presidente da Bolívia de 1884 a 1888. Membro do Partido Conservador, ele era conhecido por seu estilo oratório comovente.

## Carreira política
Presidente da Bolívia no período 1892-96 e muito mais agradável e menos severo que seu antecessor Aniceto Arce, Baptista prometeu abrir o processo político e descomprimir o clima de desconfiança mútua entre liberais e conservadores. Para tanto, ele proclamou a anistia e fez o possível para governar com transparência e pelo Estado de Direito. No entanto, a fadiga popular com os esforços bem-sucedidos dos conservadores em se replicar no poder corroeu seu apoio. Sua reputação sofreu outro sério golpe quando o ex-presidente Hilarión Daza, que decidiu retornar à Bolívia do exílio para explicar suas ações polêmicas durante a Guerra do Pacífico, foi assassinado por seus próprios guardas ao entrar no país pelo Chile pela ferrovia. Seu assassinato nunca foi explicado e ninguém foi punido. A maioria dos bolivianos sentiu que a presença de Daza (e a vontade de falar) incomodou muitos antigos líderes conservadores do tempo de guerra (incluindo Arce) e reabriu feridas mal cicatrizadas. Em suma, o assassinato de Daza foi cercado por Baptista como um albatroz pelo resto de sua vida. Enquanto isso, o clima político continuou a se deteriorar, pressagiando a chegada do fim do regime conservador.
Ainda assim, alguns tratados internacionais importantes foram assinados durante o governo Baptista, especialmente com a Argentina no que diz respeito à Puna de Atacama, com o Paraguai no que diz respeito à disputada região do Chaco e outros com o Brasil e o Peru. Baptista também esteve envolvido na assinatura do primeiro tratado de paz (preliminar) encerrando a Guerra do Pacífico. Ele se aposentou da política após o fim de seu mandato e morreu em 1907 aos 74 anos.